# Paul Wesley
Pawel Tomasz Wasilewski (New Brunswick, 23 de julio de 1982), más conocido como Paul Wesley, es un actor, productor, y realizador  estadounidense de ascendencia polaca. Es principalmente conocido por su papel de Stefan Salvatore en la serie The Vampire Diaries.

## Biografía
Wesley nació bajo el nombre de Pawel Tomasz Wasilewski en Nuevo Brunswick, Nueva Jersey. Descendiente de polacos, creció en la ciudad de Marlboro, Nueva Jersey. Tiene una hermana mayor llamada Monika y otras dos menores llamadas Julia y Leah. Se matriculó en la Universidad Rutgers, en Nueva Jersey. Además de inglés, habla polaco gracias a haber pasado cuatro meses cada año en Polonia hasta la edad de 16.
Su interés por la interpretación apareció al asistir a un programa de artes en verano, cuando cursaba tercer grado. Desde entonces interpretó algunas obras en su instituto, Marlboro High. Se graduó allí en 2000 y luego comenzó la universidad en la Universidad de Rutgers en Nueva Jersey, pero a mitad del semestre, con el apoyo de sus padres, se dio cuenta de que podía hacer una carrera fuera en la actuación, debido a ofrecimientos que le surgieron.

## Vida personal

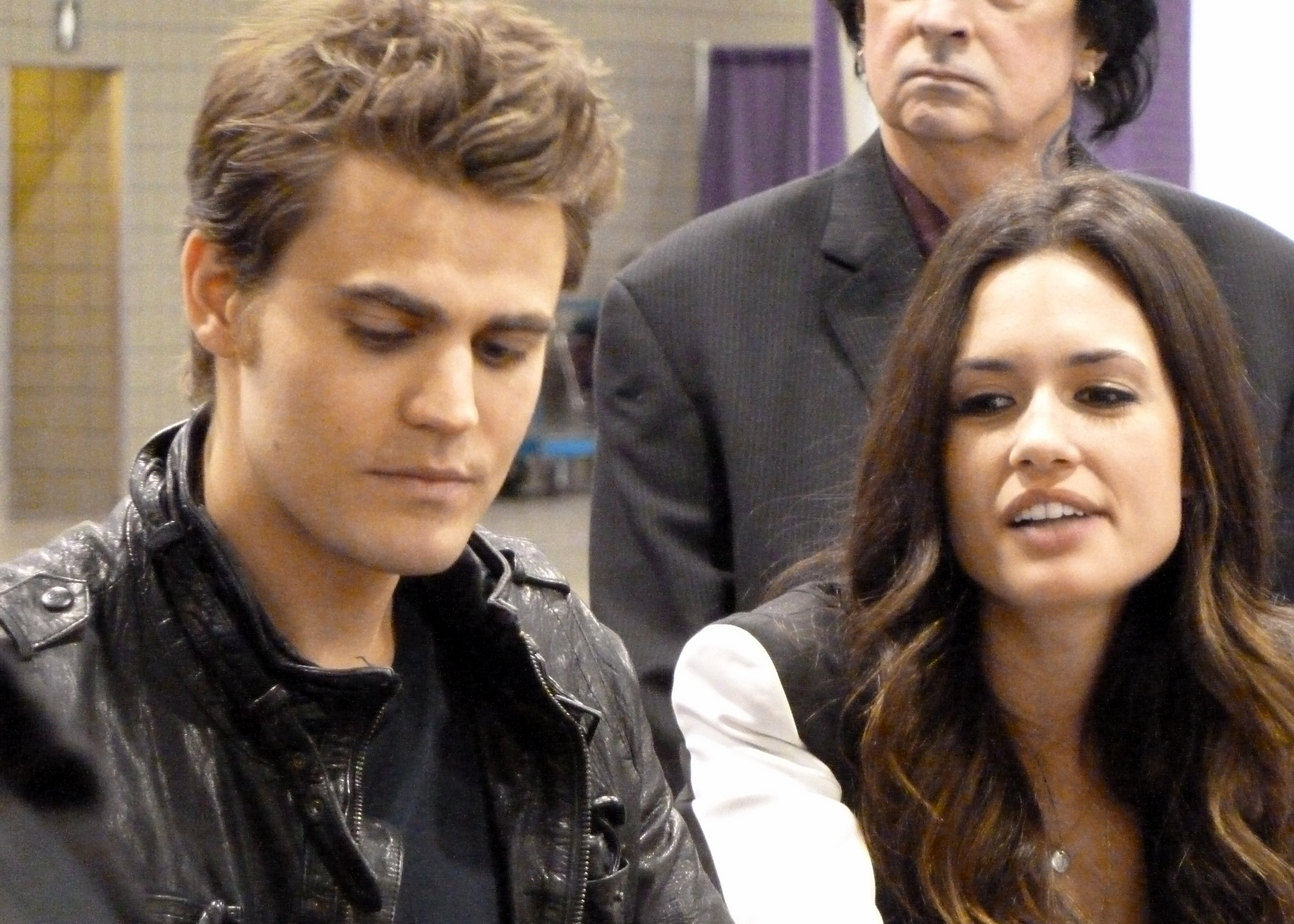
Paul Wesley y Torrey DeVitto en 2012.

Paul Wesley se casó en abril de 2011 en una ceremonia privada con la actriz Torrey DeVitto de la cual se separó en mayo de 2013. La pareja se conoció y comenzó a salir en 2007, cuando actuaron juntos en la película Killer Movie. 
Tras dos años de matrimonio, se informó que la pareja había pedido el divorcio. La publicista Mona Loring dijo en un comunicado que la pareja "había decidido separarse amigablemente" y que "continuarían siendo buenos amigos". El sitio People.com fue el primero en reportar la ruptura. El divorcio se finalizó en diciembre de 2013.
Wesley vivía en Atlanta, Georgia durante el rodaje de The Vampire Diaries y el resto del tiempo con su entonces esposa Torrey DeVitto en Los Ángeles, California. Él vendió su residencia de Los Ángeles después de su divorcio a finales de 2013.
En febrero de 2019, Wesley se casó por segunda vez con Inés de Ramón. Se separaron en 2022 y se divorciaron en febrero de 2023.

## Carrera
Wesley desde 2005, comenzó a aparecer en los créditos como Paul Wesley. Cuando se le preguntó por qué se cambió el nombre profesional de Paul Wesley, él respondió: "Mi nombre de nacimiento es demasiado difícil de pronunciar".
Su debut como actor apareció en la serie Another World, donde interpretó al personaje de Sean McKinnon. Paul comenzó entonces a ser relativamente conocido por papeles en diferentes series de renombre en el ámbito estadounidense, tales como Guiding Light, 8 Simple Rules for Dating My Teenage Daughter, Smallville, The O.C., Wolf Lake, Cane y American Dreams.

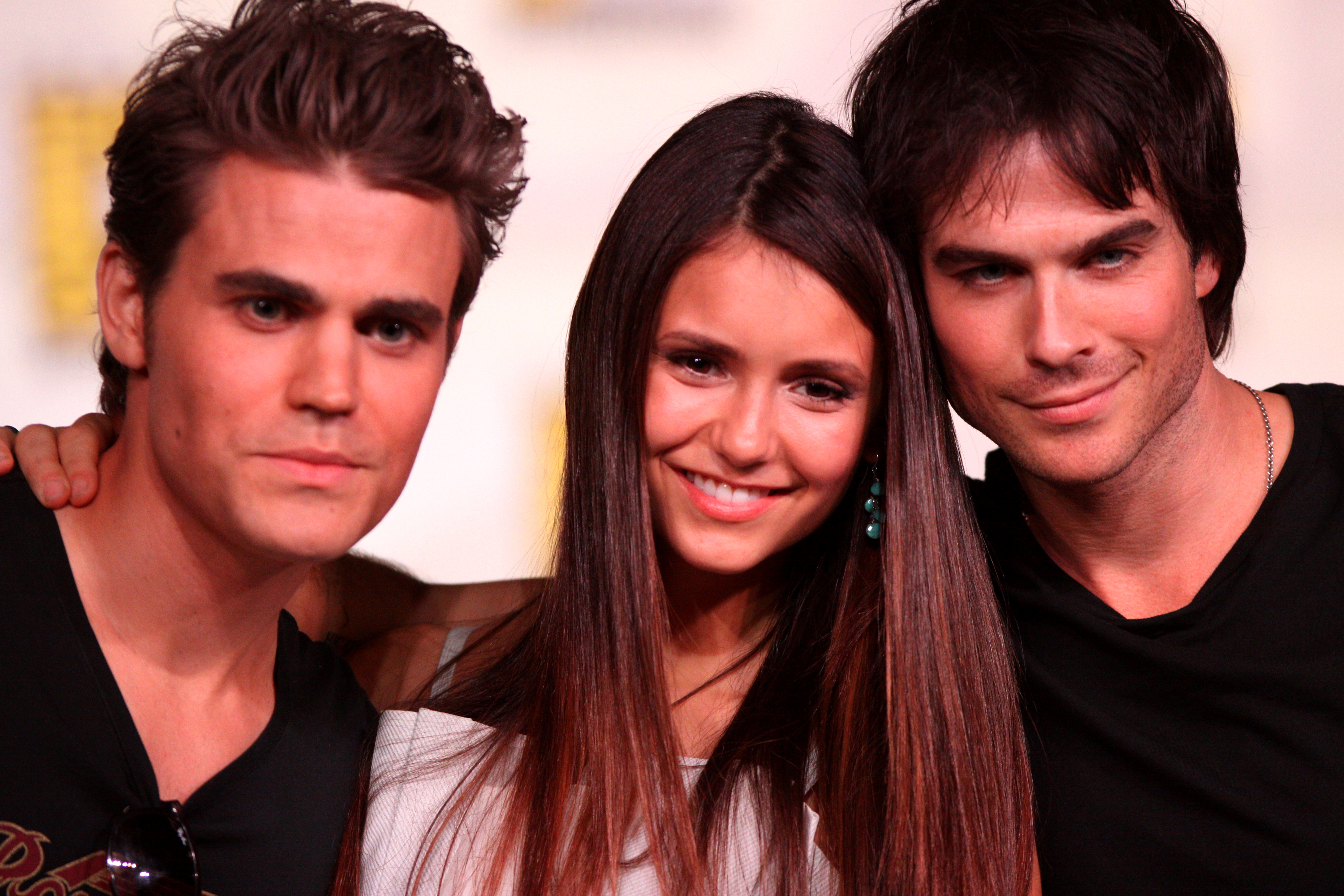
Paul Wesley, Nina Dobrev e Ian Somerhalder en la Comic-Con de 2012

Comenzó a ser conocido al interpretar a Tommy Callahan, personaje que apareció en la segunda temporada de Everwood y cuya crítica positiva le dio la oportunidad de conseguir el papel protagonista en la miniserie de la ABC Family Fallen, asombrando por la audiencia conseguida con un actor relativamente desconocido. A todo esto le ha seguido su inclusión en el cine con papeles secundarios en Peaceful Warrior, Roll Bounce, Minority Report, etc. Un poco más reciente es su aparición en Russell Girl junto a Amber Tamblyn y Killer Movie al lado de Leighton Meester y Torrey DeVitto.
Desde 2009, Paul interpretó el papel de Stefan Salvatore en la serie de la The CW The Vampire Diaries, basada en la saga de libros del mismo nombre, junto a Ian Somerhalder y Nina Dobrev. La expectativa de la serie no era muy alta dado que el género vampírico parece estar siendo demasiado utilizado en estos días, dígase la saga Crepúsculo, o la serie estadounidense True Blood. Sin embargo, la audiencia en estreno del capítulo piloto de la serie rozó los 5 millones de espectadores, superando a Smallville y Supernatural.

## Filmografía

### Como actor

#### Películas
| Año  | Título                                  | Personaje      |
| ---- | --------------------------------------- | -------------- |
| 2001 | Shot in the Heart                       | Gary           |
| 2002 | Young Arthur                            | Lancelot       |
| 2003 | The Edge                                | ------         |
| 2004 | The Last Run                            | Seth           |
| 2005 | Roll Bounce                             | Troy           |
| 2006 | Cloud 9                                 | Jackson Fargo  |
| 2006 | Lenexa, 1 Mile                          | Rick Lausier   |
| 2006 | Peaceful Warrior                        | Trevor         |
| 2006 | Fallen                                  | Aaron Corbett  |
| 2008 | The Russell Girl                        | Evan Carroll   |
| 2008 | Killer Movie                            | Jake Tanner    |
| 2009 | Elsewhere                               | Billy          |
| 2010 | Beneath the Blue                        | Craig Morrison |
| 2012 | The Baytown Outlaws                     | Anthony Reese  |
| 2014 | Before I Disappear                      | Gideon         |
| 2014 | Amira & Sam                             | Charlie        |
| 2016 | Mothers and Daughters (Post-Production) | Kevin          |
| 2016 | The Late Bloomer                        | Charlie        |

#### Series de televisión
| Año       | Título                                        | Personaje                        | Episodios                                                                     |
| --------- | --------------------------------------------- | -------------------------------- | ----------------------------------------------------------------------------- |
| 1999      | Another World                                 | Sean McKinnon                    | 1 episodio                                                                    |
| 1999-2000 | Guiding Light                                 | Max Nickerson                    | 6 episodios                                                                   |
| 2001-2002 | Wolf Lake                                     | Luke Cates                       | 10 episodios                                                                  |
| 2002      | Max Bickford                                  | Craig                            | Episodio: "One More Time"                                                     |
| 2002      | Law & Order: Criminal Intent                  | Luke Miller                      | Episodio: "Malignant"                                                         |
| 2002      | Young Arthur                                  | Lancelot                         | Episodio piloto                                                               |
| 2002      | Smallville                                    | Lucas Luthor                     | 1 episodio                                                                    |
| 2002-2005 | American Dreams                               | Tommy DeFelice                   | 11 episodios                                                                  |
| 2000-2005 | Law & Order: Special Victims Unit             | Danny Burrell/Luke Breslin       | Episodio: "Ripped" as Luke and Episodio: "Wrong is Right" as Danny            |
| 2003      | The O. C.                                     | Donnie                           | 1 episodio                                                                    |
| 2003-2004 | 8 Simple Rules for Dating My Teenage Daughter | Damian                           | 2 episodios                                                                   |
| 2003-2004 | Everwood                                      | Tommy Callahan                   | 9 Episodios                                                                   |
| 2004      | CSI: Miami                                    | Jack Warner Bradford             | Episodio: "Legal"                                                             |
| 2005      | CSI: New York                                 | Steve Samprass                   | Episodio: "Grand Murder at Central Station"                                   |
| 2006      | Crossing Jordan                               | Quentin Baker                    | Episodio: "Thin Ice"                                                          |
| 2007      | Fallen                                        | Aaron Corbett                    | 4 episodios                                                                   |
| 2007      | Cane                                          | Nick                             | 3 episodios                                                                   |
| 2007      | Shark                                         | Justin Bishop                    | Episodio: "Shaun of the Dead"                                                 |
| 2008      | Cold Case                                     | Petey Murphy                     | Episodio: "Bad Reputation"                                                    |
| 2008-2009 | Army Wives                                    | PFC Logan Atwater                | 5 episodios                                                                   |
| 2009-2010 | 24                                            | Stephen                          | 4 Episodios                                                                   |
| 2009-2017 | The Vampire Diaries                           | Stefan Salvatore/Silas/Tom Avery | Protagonista                                                                  |
| 2016      | The Originals                                 | Stefan Salvatore                 | Estrella Invitada. Episodio 14, Tercera temporada: "A Streetcar Named Desire" |
| 2018-2020 | Tell Me a Story                               | Eddie Longo / Tucker Reed        | Protagonista, serie web, 20 Episodios.                                        |

### Director
| Año  | Título              | Notas                                                      |
| ---- | ------------------- | ---------------------------------------------------------- |
| 2014 | The Vampire Diaries | Episodio: «Resident Evil»                                  |
| 2015 | The Vampire Diaries | Episodio: «Woke Up With a Monster»                         |
| 2016 | The Vampire Diaries | Episodio: «Things We Lost In The Fire»                     |
| 2016 | The Vampire Diaries | Episodio: «Requiem for a Dream»                            |
| 2016 | The Vampire Diaries | Episodio: «Detoured On Some Random Backwoods Path to Hell» |
| 2017 | Shadowhunters       | Episodio: «Day of Atonement»                               |
| 2018 | Legacies            | Episodio: «The Boy Who Still Has a Lot of Good to Do»      |
| 2019 | Roswell, New Mexico | Episodio: «I Saw the Sign»                                 |

## Premios y nominaciones
| Año  | Premio                 | Categoría                                                | Trabajo             | Resultado |
| ---- | ---------------------- | -------------------------------------------------------- | ------------------- | --------- |
| 2010 | Young Hollywood Awards | Artista Para Ver (junto a Ian Somerhalder y Nina Dobrev) | The Vampire Diaries | Ganador   |
| 2010 | Teen Choice Awards     | Revelación masculina                                     | The Vampire Diaries | Ganador   |
| 2010 | Teen Choice Awards     | Mejor Actor en Serie de Fantasía/Sci-Fi                  | The Vampire Diaries | Ganador   |
| 2011 | Teen Choice Awards     | Mejor Actor en Serie de Fantasía/Sci-Fi                  | The Vampire Diaries | Ganador   |
| 2011 | Teen Choice Awards     | Mejor Vampiro                                            | The Vampire Diaries | Nominado  |
| 2012 | Teen Choice Awards     | Mejor Actor en Serie de Fantasía/Sci-Fi                  | The Vampire Diaries | Nominado  |
| 2013 | People's Choice Awards | Actor Dramático Favorito de TV                           | The Vampire Diaries | Nominado  |
| 2013 | Teen Choice Awards     | Mejor Actor en Serie de Fantasía/Sci-Fi                  | The Vampire Diaries | Nominado  |
| 2014 | Teen Choice Awards     | Mejor Actor en Serie de Fantasía/Sci-Fi                  | The Vampire Diaries | Nominado  |
| 2014 | Teen Choice Awards     | Mejor Villano en TV                                      | The Vampire Diaries | Nominado  |
| 2014 | Young Hollywood Awards | Mejor Trío (junto a Ian Somerhalder y Nina Dobrev)       | The Vampire Diaries | Ganador   |